# سزار کاریگنانو
سزار کاریگنانو (انگلیسی: César Carignano؛ زادهٔ ۲۸ سپتامبر ۱۹۸۲) بازیکن فوتبال اهل آرژانتین است.
از باشگاه‌هایی که در آن بازی کرده‌است می‌توان به باشگاه فوتبال آمریکا و باشگاه فوتبال بازل اشاره کرد.
وی همچنین در تیم ملی فوتبال آرژانتین بازی کرده‌است.